# Kekuta Manneh
Pour les articles homonymes, voir Manneh.
Kekuta Manneh, né le 30 décembre 1994 à Bakau en Gambie, est un joueur américain de soccer jouant au poste d'attaquant au Pacific FC en Première ligue canadienne. Il possède également la nationalité gambienne.

## Biographie

### Formation en Gambie et arrivée aux États-Unis

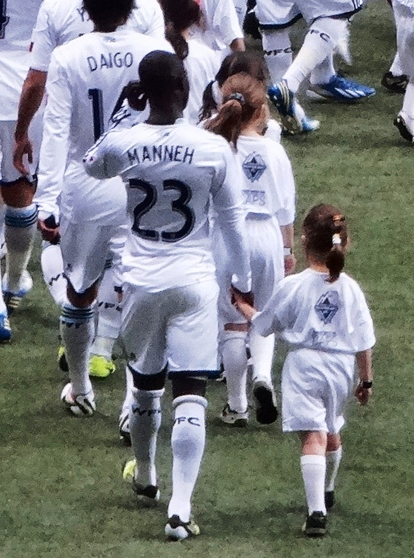
Entrée sur le terrain en 2013.

À seulement quinze ans, Kekuta Manneh enchaine but sur but dans le championnat gambien. En 2010, il rejoint une académie de développement de jeunes joueurs au Texas.
Inscrivant 35 buts en 23 matchs en 2010, il est appelé au sein de la Disney’s Soccer Showcase All-Star Team et gagne le droit de s'entrainer une semaine avec les équipes de jeunes de Chelsea.
Pour la saison 2012, il rejoint le circuit amateur de PDL à seulement dix-sept ans.

### Cadre aux Whitecaps de Vancouver en MLS
En janvier 2013, il signe un contrat Génération Adidas avec la Major League Soccer et est repêché en quatrième position par les Whitecaps de Vancouver lors de la MLS SuperDraft 2013.

### Bref passage au Crew de Columbus
Le 30 mars, il est échangé au Crew de Columbus contre Tony Tchani et une allocation monétaire totale s'élevant à 300 000 dollars.

### Expériences décevantes au Mexique et en Suisse
Libre en fin de saison et refusant de prolonger son contrat avec Columbus malgré les sollicitations, son avenir est indécis jusqu'à sa signature avec la formation mexicaine du CF Pachuca.
Au mercato d'été 2018, il rejoint l'Europe et signe en Suisse au FC Saint-Gall.

### Retour aux États-Unis et instabilité
Ne parvenant pas à s'imposer de nouveau en Major League Soccer, Manneh rejoint le San Antonio FC en USL Championship le 7 février 2022. Néanmoins, son contrat est rompu à l'amiable seulement deux mois plus tard alors qu'il n'a pas participé à la moindre rencontre avec le club. Une blessure à l'épaule contractée en pré-saison et nécessitant une opération serait à l'origine de cette décision selon les médias.

### Suite en Première ligue canadienne
Après près d'un an sans club, Kekuta Manneh s'engage en faveur du Pacific FC en Première ligue canadienne, le 3 avril 2023.

## Palmarès
Avec les Whitecaps de Vancouver, il remporte le Championnat canadien en 2015.

## Statistiques
| Saison                | Club                                 | Championnat           | Championnat | Championnat | Coupe(s) nationale(s) | Coupe(s) nationale(s) | Compétition(s) continentale(s) | Compétition(s) continentale(s) | Compétition(s) continentale(s) | Séries | Séries | Total | Total |
| Saison                | Club                                 | Division              | M.          | B.          | M.                    | B.                    | Comp.                          | M.                             | B.                             | M.     | B.     | M.    | B.    |
| 2013                  | Whitecaps de Vancouver               | MLS                   | 20          | 6           | 1                     | 0                     | -                              | -                              | -                              | -      | -      | 21    | 6     |
| 2014                  | Whitecaps de Vancouver               | MLS                   | 29          | 4           | 2                     | 1                     | -                              | -                              | -                              | 1      | 0      | 32    | 5     |
| 2015                  | Whitecaps de Vancouver               | MLS                   | 32          | 7           | 4                     | 0                     | LCC                            | 1                              | 0                              | 2      | 0      | 39    | 7     |
| 2016                  | Whitecaps de Vancouver               | MLS                   | 17          | 5           | 4                     | 0                     | -                              | -                              | -                              | -      | -      | 21    | 5     |
| 2017                  | Whitecaps de Vancouver               | MLS                   | 3           | 0           | -                     | -                     | LCC                            | 2                              | 1                              | -      | -      | 5     | 1     |
| Sous-total            | Sous-total                           | Sous-total            | 101         | 22          | 11                    | 1                     | -                              | 3                              | 1                              | 3      | 0      | 118   | 24    |
| 2017                  | Crew de Columbus                     | MLS                   | 19          | 4           | 0                     | 0                     | -                              | -                              | -                              | 5      | 0      | 24    | 4     |
| 2017-2018             | CF Pachuca                           | Liga MX               | 1           | 0           | 5                     | 0                     | -                              | -                              | -                              | -      | -      | 6     | 0     |
| 2018-2019             | FC Saint-Gall                        | Super League          | 7           | 0           | 2                     | 0                     | -                              | -                              | -                              | -      | -      | 9     | 0     |
| 2019                  | FC Cincinnati                        | MLS                   | 27          | 4           | 2                     | 1                     | -                              | -                              | -                              | -      | -      | 29    | 5     |
| 2020                  | FC Cincinnati                        | MLS                   | 3           | 0           | -                     | -                     | -                              | -                              | -                              | -      | -      | 3     | 0     |
| Sous-total            | Sous-total                           | Sous-total            | 30          | 4           | 2                     | 1                     | -                              | 0                              | 0                              | 0      | 0      | 32    | 5     |
| 2020                  | Revolution de la Nouvelle-Angleterre | MLS                   | 6           | 1           | -                     | -                     | -                              | -                              | -                              | -      | -      | 6     | 1     |
| 2021                  | Austin FC                            | MLS                   | 16          | 0           | -                     | -                     | -                              | -                              | -                              | -      | -      | 16    | 0     |
| 2022                  | San Antonio FC                       | USLC                  | 0           | 0           | 0                     | 0                     | -                              | -                              | -                              | -      | -      | 0     | 0     |
| 2023                  | Pacific FC                           | PLCan                 | 0           | 0           | 0                     | 0                     | -                              | -                              | -                              | -      | -      | 0     | 0     |
| Total sur la carrière | Total sur la carrière                | Total sur la carrière | 180         | 31          | 20                    | 2                     | -                              | 3                              | 1                              | 8      | 0      | 211   | 34    |